# Idtjärnen (Stora Tuna socken, Dalarna)
Idtjärnen är en sjö i Borlänge kommun i Dalarna och ingår i Dalälvens huvudavrinningsområde. Sjön har en area på 0,0875 kvadratkilometer och ligger 263,1 meter över havet.

## Delavrinningsområde
Idtjärnen ingår i det delavrinningsområde (669525-146793) som SMHI kallar för Inloppet i Hästsveden. Medelhöjden är 313 meter över havet och ytan är 6,46 kvadratkilometer. Det finns inga avrinningsområden uppströms utan avrinningsområdet är högsta punkten. Vattendraget som avvattnar avrinningsområdet har biflödesordning 3, vilket innebär att vattnet flödar genom totalt 3 vattendrag innan det når havet efter 252 kilometer. Avrinningsområdet består mestadels av skog (72 procent). Avrinningsområdet har 0,09 kvadratkilometer vattenytor vilket ger det en sjöprocent på 1,4 procent. Bebyggelsen i området täcker en yta av 1,46 kvadratkilometer eller 22 procent av avrinningsområdet.